# Solgaitiana
Solgaitiana là một chi bướm đêm thuộc họ Noctuidae.